# Henry Cloud
Henry Cloud (* 1956 in Vicksburg, Mississippi, USA) ist ein US-amerikanischer klinischer Psychologe, Berater, Bestsellerautor und Vortragsredner.

## Leben und Wirken
Cloud erlitt im Alter von vier Jahren eine Lähmung in den Beinen, die ihn zuerst gehunfähig machte und dann für zwei Jahre nur an Krücken gehen ließ. Er studierte Psychologie an der Southern Methodist University im texanischen Dallas und erwarb einen Bachelor in Psychologie mit Auszeichnung. Er promovierte 1987 in klinischer Psychologie an der Biola University im kalifornischen La Mirada. Dort belegte er auch Kurse am Theologischen Seminar, am Talbot Theological Seminary. In Los Angeles absolvierte er ein klinisches Praktikum in einer öffentlichen psychiatrischen Einrichtung, im Los Angeles County Department of Mental Health.
Cloud war später Mitbegründer der Minirth-Meier ClinicWest und war zehn Jahre deren Direktor. Mit dem Psychologen John Sims Townsend gründete und betreibt er eine private Praxis in Newport Beach, Kalifornien, in der er vor allem Führungskräfte, Organisationen und Unternehmen berät. So war Cloud Berater des ehemaligen britischen Premierministers Tony Blair und des amerikanischen Pastors Bill Hybels. Er war mehrmals in Deutschland als Konferenzredner, so 2014 in Gießen und Puschendorf und 2018 in Dortmund am Willow Creek Leadership-Kongress.
Cloud hat mehr als 45 Bücher geschrieben, darunter sind auch einige Bestseller, seine Werke wurde bislang insgesamt in über 12 Millionen Exemplaren aufgelegt. Seine Publikationen wurden in der New York Times, in The Wall Street Journal, in The Boston Globe, in The Los Angeles Times und viele anderen amerikanischen Zeitungen und Zeitschriften besprochen. Er sprach auch beim Radioprogramm New Life Live, das überall in den USA ausgestrahlt wird. Mit dem Psychologen John Sims Townsend zusammen hat er etliche Bücher veröffentlicht und auch die Organisation Cloud-Townsend Resources gegründet.

## Familie
Cloud lebt in Los Angeles mit seiner Frau Tori, sie haben zwei Töchter.

## Englische Publikationen (Auswahl)
- mit John Townsend: Safe People: How to find Relationships that are good for You and avoid those that aren't. ISBN 0-310-59560-6.
- mit John Townsend: Boundaries: When to say yes, how to say no to take control of Your Life, Hc 360 Religious, 1992 und 2002, ISBN 978-0-31024-745-6.
- mit John Townsend: Boundaries in Marriage, 1999
- mit John Townsend und Jonathan Petersen: Boundaries in dating: How healthy choices grow healthy relationships, 2000, ISBN 978-1-49151-870-0
- 9 Things a Leader must do: How to go to the next level – and take others with You, Thomas Nelson, 2006
- mit John Townsend: It’s not my fault, Oasis 2007, ISBN 978-1-59859-183-5
- How people grow: What the Bible reveals about personal growth, 2008
- The one-life solution: Reclaim Your personal life while achieving greater professional success, 2008
- Integrity, HarperBusiness, 2009, ISBN 978-006084-969-6
- The secret things of God: Unlocking the treasures reserved for You, Howard Books, 2009, ISBN 978-1-43911-781-1
- Boundaries for Leaders, 2013

### Deutsche Übersetzungen
- mit John Townsend: Fromme Lügen, die wir glauben, Gerth Medien, Asslar 1999, ISBN 978-3-89437-536-2.
- mit John Townsend: Liebevoll Grenzen setzen – Durch Liebe und Konsequenz zur Selbständigkeit erziehen, Gerth Medien, Asslar 2002, mehrere Auflagen, ISBN 978-3-89437-709-0.
- Gott kennt den Weg – Wie es weitergeht, wenn es nicht mehr weitergeht, Gerth Medien, Asslar 2005, ISBN 978-3-86591-039-4.
- Vier Schritte in eine gesunde Zukunft – Heilung von seelischen Schmerzen, SCM Hänssler, Holzgerlingen 2005, ISBN 978-3-77514-153-6.
- Topf sucht Deckel – So finden Sie Ihren Partner fürs Leben, Gerth Medien, Asslar 2006, ISBN 978-3-86591-118-6.
- Die Ausredenfalle: Der richtige Umgang mit dem, was uns prägt, SCM Hänssler; Holzgerlingen 2008, ISBN 978-3-77514-806-1.
- The Secret und die Geheimnisse Gottes. Ihre Wünsche – und wie sie in Erfüllung gehen können, Brunnen, Gießen 2009, ISBN 978-3-76551-907-9.
- Liebe braucht Grenzen – Wie Sie Ihre Partnerschaft durch gesunde Grenzen bereichern, Gerth Medien, Asslar 2010, ISBN 978-3-86591-559-7.
- Auf der Spur des Glücks, SCM Hänssler, Holzgerlingen 2012, ISBN 978-3-77515-352-2.
- Charakter ist gefragt – Sechs unverzichtbare Eigenschaften für Menschen in Verantwortung, Brunnen, Gießen 2012, ISBN 978-3-76554-158-2
- mit John Townsend: Nein sagen ohne Schuldgefühle – Gesunde Grenzen setzen, SCM Hänssler, Holzgerlingen 2012 und 2017,  ISBN 978-3-77515-616-5
- Entscheide gut – lebe besser! Der heilsame Prozess, aus Fehlern zu lernen, Brunnen, Gießen 2017,  ISBN 978-3-76550-975-9